# Unidad 26-A-1
Unidad 26-A-1 är en ort i Mexiko.   Den ligger i kommunen Emiliano Zapata och delstaten Veracruz, i den sydöstra delen av landet, 240 km öster om huvudstaden Mexico City. Unidad 26-A-1 ligger 1 163 meter över havet och antalet invånare är 275.
Terrängen runt Unidad 26-A-1 är kuperad. Runt Unidad 26-A-1 är det ganska tätbefolkat, med 120 invånare per kvadratkilometer. Närmaste större samhälle är Xalapa, 8,6 km väster om Unidad 26-A-1. Omgivningarna runt Unidad 26-A-1 är en mosaik av jordbruksmark och naturlig växtlighet.